# Somasca
Somasca is een plaatsje in het noorden van de Italiaanse regio Lombardije, gelegen op de heuvels aan het zuidoostelijk deel van het Comomeer. Administratief is het een frazione van de gemeente Vercurago in de provincie Lecco.
Somasca is vooral bekend omdat het zijn naam gaf aan de paters van Somasca, een priesterorde voor liefdadige werken, gesticht door de heilige Hiëronymus Emiliani in 1532.

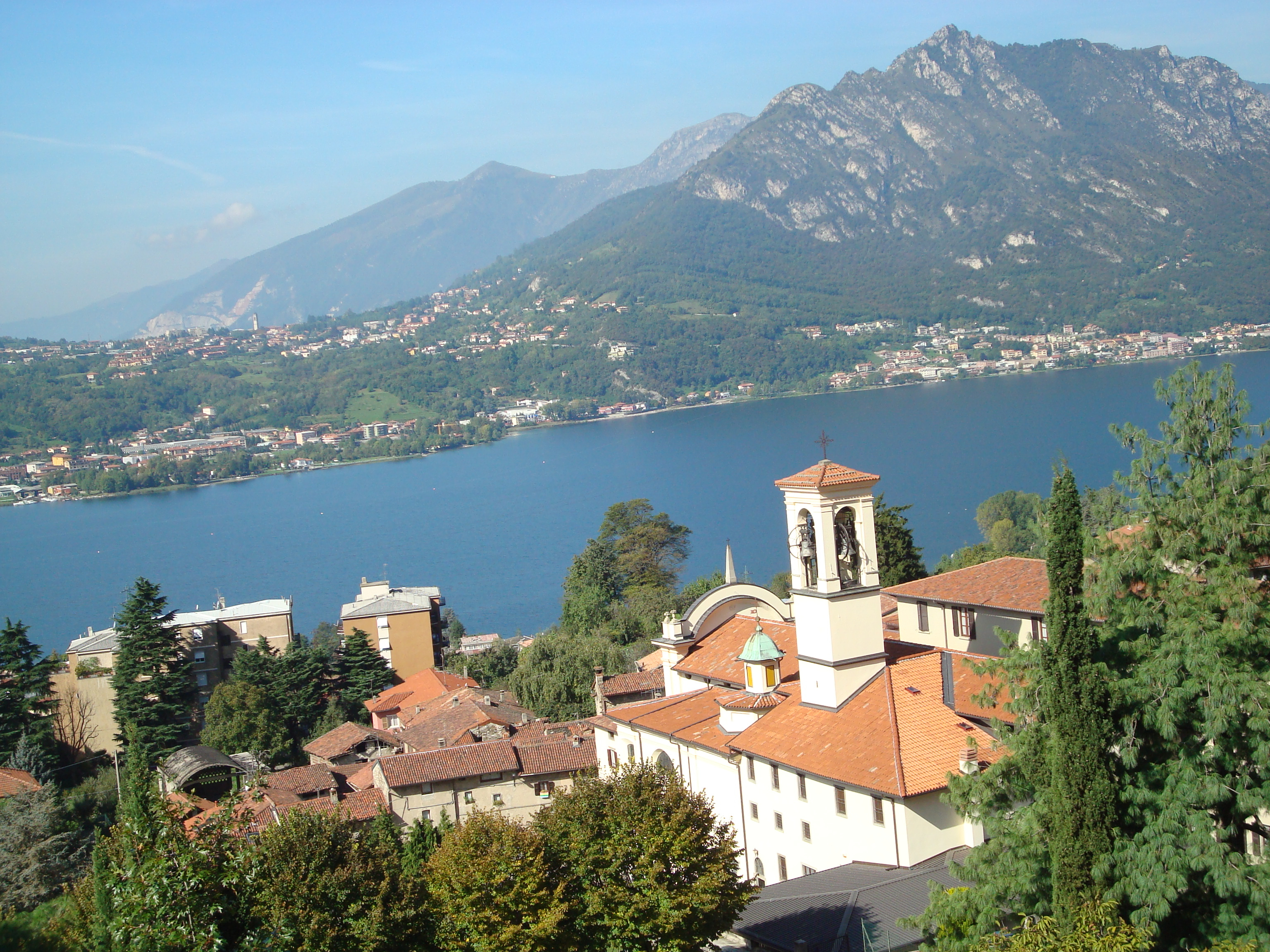
Het heiligdom Somasca ter ere van de H. Hiëronymus Emiliani aan het Comomeer